# The Accusing Finger
The Accusing Finger (no Brasil, O Dedo Acusador[carece de fontes?]) é um filme de ação e drama dos Estados Unidos de 1936 dirigido por James P. Hogan.
No elenco principal, Harry Carey, Kent Taylor e Paul Kelly.